# Людвиг V (курфюрст Пфальца)
Людвиг V (нем. Ludwig V. von der Pfalz; 2 июля 1478, Гейдельберг — 16 марта 1544) — курфюрст Пфальца в 1508—1544 годах из династии Виттельсбахов. Сын Филипа, внук Людвига IV.

## Биография
В реформационную эпоху был ревностным приверженцем католицизма; принимал участие в походе против Франца Зиккингена в 1523 году и в подавлении крестьянского восстания 1525 года.
Был женат на Сибилле Баварской (1489—1519), дочери Альбрехт IV, герцог Баварии и Кунигунды Австрийской. Брак был бездетным.